# Антеградна пијелографија
Антеградна пијелографија (АП) или антеградна нефростомографија је инвазивна процедура у радиологији која се користи за визуелизацију уринарног тракта, посматрањем контрастног средства док се оно креће из бубрега преко уретера све до мокраћне бешике. 
АП се обично  користи за дијагнозу опструкције горњег дела уринарног тракта, хидронефрозе и опструкције уретеропелвичног споја.

## Поступак
Антеградна пијелографиаја се обавља амбулантно или као део пацијентовог боравка у болници. Начин на који се тест обавља може се разликовати у зависности од општег стања пацијента и праксе лекара који обавља АП. 
Након што пацијент легне на радиолошки сто са лицем окренутим надоле, АП се изводи тако што се уз примену локалне анестезије, и ултразвука уводи и постављање игле за убризгавање контрастног средства све до бубрежне карлице, кроз бочни део леђа или кроз нефростому ако она већ постпји. Кроз ову иглу радиолог потом убризгава контрастно средство директно у делове бубрега, што пацијент може уочити као кратак осећај топлоте. Потом радиолог обавља рендгенско снимање (док се контраст креће кроз уретере), које пружа приказ детаљне анатомије горњег сабирног система бубрега.
Након што је игла убачена, радиолог може кроз њу провући танку жицу како би пласираао танку цев (катетер), за нефростому или друге уређаје који су потребни.
На крају на место на кожи кроз коју је пласираба игла или катетер ставља се стерилна газа или завој.
Након теста, испитаник проводи извесно време у соби за опоравак, док му медицинско особље прати крвни притисак, пулс и дисање. Када је болесник стабилан одведи се у болничку собу или отпушта кући.

## Индикације
Пошто је АП инвазивна процедура, бира се када други неинвазивни тестови нису потврдни или су контраиндиковани и када је потребно праћење пацијента пре и после процедуре.
Антеградна пијелографија се ради у следећим лучајевима:
- када екскреторна или ретроградна пијелографија није успела или је контраиндикована,

- када је постављена нефростомска цев,

- када се жели оцртавање горњег дела уринарног тракта,
- када историја болести указује на блокаду уринарног тракта.
- после операције на уринарном тракту.

Антеградним пијелограмом се може пронаћи блокада уринарног тракта узрокована: 
- сужењем уретера (стриктура)
- каменом у бубрегу
- крвним угрушком
- тумором

## Контраиндикације
- Трудноћа или сумња на трудноћу, јер изложеност зрачењу током трудноће може довести до урођених мана код новороженчета..
- Алергија или осетљивост на било које лекове, контрастно средство  или јод. Пошто  код примене онтрастног средства, постоји ризик од алергијске реакције на ово средство.
- Слабост бубрега или друге проблеми са функцијом бубрега, јер контрастно средство може изазвати отказивање бубрега.

## Компликације
Пошто се ради о инвазивној методи могуће компликације антеградног пијелограма укључују:
- крварење
- сепсу
- формирање цисте испуњене мокраћом (уринома)
- формирање крвних угрушака у нефростомској цеви ако се користе или угрушака у бешици